# Josh Mason
Joshua Mason Akinwunmi (Birmingham, Reino Unido, 19 de marzo de 2002), más conocido como Josh Mason, es un piloto de automovilismo británico de ascendencia caribeña y nigeriana. En 2023 compitió en el Campeonato de Fórmula Regional de Oceanía y en la Euroformula Open. En la ronda de Spa-Francorchamps de Fórmula 2 2023 se hizo oficial su participación con PHM Racing hasta el final de la temporada.

## Carrera

### Inicios
Mason comenzó a competir en competencias de Karting a la edad de 14 años, participando en carreras de clubes antes de pasar a las competiciones nacionales.

### Eurofórmula Open

#### 2021
Para 2021, Mason pasó a la Eurofórmula Open, conduciendo para Double R Racing. Su mejor resultado llegó en el Hungaroring con la pista mojada, terminando cuarto, ya que terminó noveno en la clasificación, significativamente por delante de su compañero de equipo Zdeněk Chovanec.

#### 2022
Al año siguiente, en 2022, el británico hizo el cambio para conducir para CryptoTower Racing, después de haber declarado que había "aprendido mucho en 2021" y que estaba "muy ansioso" por vincularse con el equipo. Comenzó la temporada con tres puntos en Estoril, antes de una retirada durante el Gran Premio de Pau. Otro retiro siguió en Paul Ricard, causado por una colisión con Alex García, antes de que Mason anotara sus primeros podios en la serie en Spa, terminando tercero en la Carrera 1 y segundo en la Carrera 3.
En la siguiente ronda, celebrada en el Hungaroring, Mason tomó su primera victoria, ganando la Carrera 2 de manera dominante. El impulso positivo se mantuvo, con Mason ganando una vez más en Imola y Monza respectivamente. Terminó la temporada quinto en la clasificación del campeonato, perdiendo por poco el cuarto lugar detrás de Frederick Lubin.

## Resumen de carrera
| Temporada | Categoría                                 | Equipo                  | Carreras | Victorias | Poles | VR | Podios | Puntos | Pos. |
| --------- | ----------------------------------------- | ----------------------- | -------- | --------- | ----- | -- | ------ | ------ | ---- |
| 2018      | BRDC Fórmula 3                            | Lanan Racing            | 14       | 1         | 0     | 0  | 1      | 82     | 20.º |
| 2018-19   | MRF Challenge Fórmula 2000                | MRF Racing              | 14       | 0         | 0     | 0  | 0      | 19     | 12.º |
| 2019      | BRDC Fórmula 3                            | Lanan Racing            | 24       | 1         | 0     | 0  | 3      | 229    | 12.º |
| 2019-20   | MRF Challenge Fórmula 2000                | MRF Racing              | 15       | 0         | 0     | 0  | 6      | 176    | 3.º  |
| 2020      | BRDC Fórmula 3                            | Lanan Racing            | 24       | 0         | 0     | 0  | 1      | 139    | 16.º |
| 2021      | Eurofórmula Open                          | Double R Racing         | 24       | 0         | 0     | 0  | 0      | 89     | 9.º  |
| 2022      | Eurofórmula Open                          | CryptoTower Racing      | 26       | 3         | 0     | 1  | 7      | 278    | 5.º  |
| 2023      | Campeonato de Fórmula Regional de Oceanía | Kiwi Motorsport         | 15       | 1         | 0     | 1  | 1      | 186    | 8.º  |
| 2023      | Eurofórmula Open                          | CryptoTower Racing Team | 6        | 1         | 0     | 0  | 3      | 96     | 11.º |
| 2023      | Campeonato de Fórmula 2 de la FIA         | PHM Racing by Charouz   | 6        | 0         | 0     | 0  | 0      | 0      | 23.º |
| 2023      | Campeonato de Fórmula 2 de la FIA         | PHM Racing              | 2        | 0         | 0     | 0  | 0      | 0      | 23.º |
| 2024      | Indy NXT                                  | Abel Motorsports        | 2        | 0         | 0     | 0  | 0      | 27     | 25.º |
| Fuente:   |                                           |                         |          |           |       |    |        |        |      |

## Resultados

### Eurofórmula Open
(Clave) (negrita indica pole position) (cursiva indica vuelta rápida)

| Año  | Escudería       | 1   | 1   | 1   | 2   | 2   | 2   | 3   | 3   | 3   | 4   | 4   | 4   | 5   | 5   | 5   | 6   | 6   | 6   | 7   | 7   | 7   | 8   | 8   | 8   | Pos. | Puntos |
| ---- | --------------- | --- | --- | --- | --- | --- | --- | --- | --- | --- | --- | --- | --- | --- | --- | --- | --- | --- | --- | --- | --- | --- | --- | --- | --- | ---- | ------ |
| 2021 | Double R Racing | POR | POR | POR | LEC | LEC | LEC | SPA | SPA | SPA | HUN | HUN | HUN | IMO | IMO | IMO | SPI | SPI | SPI | MNZ | MNZ | MNZ | BAR | BAR | BAR | 9.º  | 89     |
| 2021 | Double R Racing | 8   | 6   | 5   | 8   | 12  | 7   | Ret | 6   | 8   | 4*  | 7   | Ret | Ret | 8   | 11  | Ret | 10* | 7   | 12  | 12  | 11  | 7   | 15  | 7   | 9.º  | 89     |

| Año  | Escudería          | 1   | 1   | 1   | 2   | 2   | 3   | 3   | 3   | 4   | 4   | 4   | 5   | 5   | 5   | 6   | 6   | 6   | 7   | 7   | 7   | 8   | 8   | 8   | 9   | 9   | 9   | Pos. | Puntos |
| ---- | ------------------ | --- | --- | --- | --- | --- | --- | --- | --- | --- | --- | --- | --- | --- | --- | --- | --- | --- | --- | --- | --- | --- | --- | --- | --- | --- | --- | ---- | ------ |
| 2022 | CryptoTower Racing | EST | EST | EST | PAU | PAU | LEC | LEC | LEC | SPA | SPA | SPA | HUN | HUN | HUN | IMO | IMO | IMO | SPI | SPI | SPI | MNZ | MNZ | MNZ | BAR | BAR | BAR | 5.º  | 278    |
| 2022 | CryptoTower Racing | 7   | 5   | 8   | 4   | Ret | Ret | 4*  | 7   | 3*  | 7   | 2   | 5   | 1   | 7   | 6   | 7   | 1   | 4   | 3   | 5   | 5   | 1   | 2   | 9   | 6*  | Ret | 5.º  | 278    |

### Campeonato de Fórmula 2 de la FIA
(Clave) (negrita indica pole position) (cursiva indica vuelta rápida puntuable)

| Año  | Escudería             | 1   | 1   | 2   | 2   | 3   | 3   | 4   | 4   | 5   | 5   | 6   | 6   | 7   | 7   | 8   | 8   | 9   | 9   | 10  | 10  | 11  | 11  | 12  | 12  | 13  | 13  | Pos. | Puntos | Ref.   |
| ---- | --------------------- | --- | --- | --- | --- | --- | --- | --- | --- | --- | --- | --- | --- | --- | --- | --- | --- | --- | --- | --- | --- | --- | --- | --- | --- | --- | --- | ---- | ------ | ------ |
| 2023 |                       | SAK | SAK | YED | YED | MEL | MEL | BAK | BAK | MON | MON | BAR | BAR | SPI | SPI | SIL | SIL | BUD | BUD | SPA | SPA | ZAN | ZAN | MNZ | MNZ | YMC | YMC | 23.º | 0      | [ 17 ] |
| 2023 | PHM Racing by Charouz |     |     |     |     |     |     |     |     |     |     |     |     |     |     |     |     |     |     | 19  | 14  | 18  | 15  | 17  | 12  |     |     | 23.º | 0      | [ 17 ] |
| 2023 | PHM Racing            |     |     |     |     |     |     |     |     |     |     |     |     |     |     |     |     |     |     |     |     |     |     |     |     | 15  | Ret | 23.º | 0      | [ 17 ] |